# اینتل ۴۰۴۰

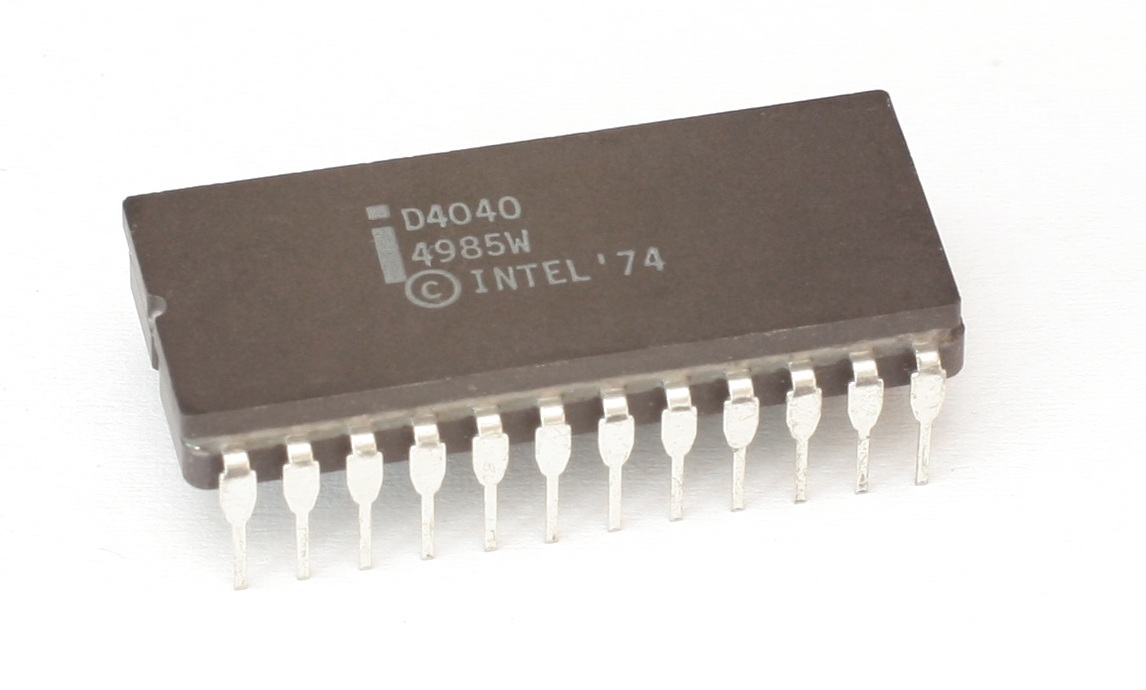
اینتل 4040

پردازنده اینتل ۴۰۴۰ جانشین پردازنده اینتل ۴۰۰۴ است که در سال ۱۹۷۴ معرفی شد. در ۴۰۴۰ دروازه های سیلیکون ۱۰μm با تکنولوژی PMOS پیشرفت داده شده به کار گرفته شده است که شامل ۳۰۰۰ ترانزیستور می‌شود و می‌تواند تقریبا ۶۰۰۰۰ دستورالعمل را در ثانیه اجرا کند.

## خصیصه های جدید
- وقفه
- تک مرحله ای

## ضمیمه ها
- دستورالعمل ها به ۶۰ دستور ارتقاء یافته است.
- حافظه برنامه به ۸KB ارتقاء یافته است.
- ثبات ها به ۲۴ عدد ارتقاء یافته اند.
- پشته به ۷ مرحله بیشتر توسعه پیدا کرده است.